# Голуби (Борисовський район)
Голуби (біл. вёска Галубы) — село в складі Борисовського району Мінської області, Білорусь. Село підпорядковане Лошницькій сільській раді, розташоване в північно-східній частині області.